# Montenegro op de Olympische Zomerspelen 2024
Montenegro nam deel aan de Olympische Zomerspelen 2024 in Parijs.

## Aantal deelnemers
Hieronder volgt een overzicht van de atleten die zich reeds gekwalificeerd hebben voor de Olympische Zomerspelen van 2024.
| Sport     | Mannen | Vrouwen | Totaal |
| --------- | ------ | ------- | ------ |
| Atletiek  | 1      | 0       | 1      |
| Boksen    | 0      | 1       | 1      |
| Tennis    | 0      | 1       | 1      |
| Waterpolo | 13     | 0       | 13     |
| Zeilen    | 1      | 0       | 1      |
| Zwemmen   | 1      | 1       | 2      |
| Totaal    | 16     | 3       | 19     |

## Deelnemers en resultaten

### Atletiek

#### Loopnummers
Mannen
| Atleet      | Onderdeel | Voorronde | Voorronde | Series         | Series         | Herkansingen | Herkansingen | Halve finale   | Halve finale   | Finale         | Finale         |
| Atleet      | Onderdeel | Tijd      | Rang      | Tijd           | Rang           | Tijd         | Rang         | Tijd           | Rang           | Tijd           | Rang           |
| ----------- | --------- | --------- | --------- | -------------- | -------------- | ------------ | ------------ | -------------- | -------------- | -------------- | -------------- |
| Darko Pesic | 100 m     | 11,85     | 6         | Niet geplaatst | Niet geplaatst | n.v.t.       | n.v.t.       | Niet geplaatst | Niet geplaatst | Niet geplaatst | Niet geplaatst |

### Boksen
Vrouwen
| atlete          | onderdeel     | eerste ronde         | tweede ronde         | kwartfinale          | halve finale         | finale               | rang           |
| atlete          | onderdeel     | tegenstander uitslag | tegenstander uitslag | tegenstander uitslag | tegenstander uitslag | tegenstander uitslag | rang           |
| --------------- | ------------- | -------------------- | -------------------- | -------------------- | -------------------- | -------------------- | -------------- |
| Bojana Gojković | bantamgewicht | Huang H-w V 0 - 5    | niet geplaatst       | niet geplaatst       | niet geplaatst       | niet geplaatst       | niet geplaatst |

### Tennis
Vrouwen
| atleet        | onderdeel | eerste ronde         | tweede ronde         | derde ronde          | kwartfinale          | halve finale         | finale / BM          | finale / BM    |
| atleet        | onderdeel | tegenstander uitslag | tegenstander uitslag | tegenstander uitslag | tegenstander uitslag | tegenstander uitslag | tegenstander uitslag | rang           |
| ------------- | --------- | -------------------- | -------------------- | -------------------- | -------------------- | -------------------- | -------------------- | -------------- |
| Danka Kovinić | enkelspel | Sakkari V 0-6, 1-6   | niet geplaatst       | niet geplaatst       | niet geplaatst       | niet geplaatst       | niet geplaatst       | niet geplaatst |

### Waterpolo
Mannen
| Waterpoloër(s) | Onderdeel | Resultaat |
| --- | --------- | --------- |
| Bogdan Đurđić Dejan Lazović Aljoša Mačić Dušan Matković Marko Mršić Miroslav Perković Vlado Popadić Đuro Radović Vasilije Radović Vladan Spaić Petar Tešanović Stefan Vidović Jovan Vujović | Mannen    |           |

| Pos | Team             | Wed | W | WNS | VNS | V | GV | GT | GS  | Ptn | Kwalificatie |
| --- | ---------------- | --- | - | --- | --- | - | -- | -- | --- | --- | ------------ |
| 1   | Griekenland      | 5   | 3 | 1   | 0   | 1 | 61 | 52 | +9  | 11  | Kwartfinales |
| 2   | Italië           | 5   | 3 | 1   | 0   | 1 | 60 | 43 | +17 | 11  | Kwartfinales |
| 3   | Verenigde Staten | 5   | 3 | 0   | 0   | 2 | 59 | 51 | +8  | 9   | Kwartfinales |
| 4   | Kroatië          | 5   | 3 | 0   | 0   | 2 | 58 | 57 | +1  | 9   | Kwartfinales |
| 5   | Montenegro       | 5   | 1 | 0   | 2   | 2 | 45 | 50 | −5  | 5   |              |
| 6   | Roemenië         | 5   | 0 | 0   | 0   | 5 | 37 | 67 | −30 | 0   |              |

| Groepsfase      |       |            |         |                  |  |  |  |
| 28 juli 2024    | 16:35 | Kroatië    | 11 - 8  | Montenegro       |  |  |  |
| 30 juli 2024    | 19:30 | Montenegro | 16 - 17 | Griekenland      |  |  |  |
| 1 augustus 2024 | 16:35 | Italië     |         | Montenegro       |  |  |  |
| 3 augustus 2024 | 16:35 | Montenegro |         | Verenigde Staten |  |  |  |
| 5 augustus 2024 | 21:40 | Roemenië   |         | Montenegro       |  |  |  |
|                 |       |            |         |                  |  |  |  |
| Kwartfinale     |       |            |         |                  |  |  |  |
|                 |       |            |         |                  |  |  |  |
| Halve finale    |       |            |         |                  |  |  |  |
|                 |       |            |         |                  |  |  |  |
| Finale          |       |            |         |                  |  |  |  |

### Zeilen
Mannen
| atlete        | onderdeel | race | race | race | race | race | race | race | race | race | race | race   | race   | race | netto punten | eindnotering |
| atlete        | onderdeel | 1    | 2    | 3    | 4    | 5    | 6    | 7    | 8    | 9    | 10   | 11     | 12     | M    | netto punten | eindnotering |
| ------------- | --------- | ---- | ---- | ---- | ---- | ---- | ---- | ---- | ---- | ---- | ---- | ------ | ------ | ---- | ------------ | ------------ |
| Milivoj Dukic | ILCA 7    |      |      |      |      |      |      |      |      |      |      | n.v.t. | n.v.t. |      |              |              |

### Zwemmen
Mannen
| atleet           | onderdeel         | series | series | halve finale | halve finale | finale | finale |
| atleet           | onderdeel         | tijd   | rang   | tijd         | rang         | tijd   | rang   |
| ---------------- | ----------------- | ------ | ------ | ------------ | ------------ | ------ | ------ |
| Miloš Milenković | 100 m vlinderslag |        |        |              |              |        |        |

Vrouwen
| atlete         | onderdeel       | series | series | halve finale | halve finale | finale | finale |
| atlete         | onderdeel       | tijd   | rang   | tijd         | rang         | tijd   | rang   |
| -------------- | --------------- | ------ | ------ | ------------ | ------------ | ------ | ------ |
| Jovana Kuljača | 50 m vrije slag |        |        |              |              |        |        |